# لكزس جي إس
لكزس جي إس (بالإنجليزية: Lexus GS)‏ هي إحدى الطرازات المتوسطة الفارهة التي تنتجها شركة لكزس.
بدأ إنتاجها عام 1991م لملئ الفراغ بين طرازي إل إس وطراز إي إس ولإمداد لكزس بطراز صالون رياضي للمنافسة في فئة السيارات المتوسطة الفارهة. تم إنتاج 3 أجيال حتى الآن، تم الاعتماد على هيكل وناقل حركة طراز تويوتا كراون في الجيل الأول من جي إس والذي تم تقديمة عام 1993م بالولايات المتحدة وأوروبا وبعض أسواق آسيا. تم استخدام هيكل جديد بداية من الجيل الثاني الذي تم تقديمه عام 1998م بالإضافة لنسخة بمحرك (V8) للمرة الأولى خارج اليابان. أتى الجيل الثالث الحالي عام 2006م بمحرك (V8)، (V6) ونسخة هجينة (جي إس 450إتش).
تم بيع الطراز النظير تويوتا أريستو باليابان منذ عام 1991م وحتى تقديم الجيل الثالث عام 2005م بسبب تقديم الجيل الثالث من طراز جي إس باليابان، تشابها كثيراً في الشكل الخارجي وفي الداخلي ولكن اختلف الجيلان الأول والثاني من طراز أريستو وطراز جي إس في المحرك وفي ناقل الحركة وفي بعض الكماليات.